# Halowe mistrzostwa Polski kobiet w piłce nożnej 2005
Halowe mistrzostwa Polski kobiet w piłce nożnej 2005 – dwudziesta szósta edycja halowych mistrzostw Polski kobiet w piłce nożnej. Finał turnieju, zorganizowany przez Raciborskie Towarzystwo Piłkarskie "Unia" i Polski Związek Piłki Nożnej rozegrany został w dniach 10–11 grudnia 2005 w hali sportowej OSiR-u w Raciborzu. Udział w turnieju finałowym miał zagwarantowany zwycięzca poprzedniej edycji, zespół Czarnych Sosnowiec oraz gospodarz – RTP Unia Racibórz. Stawkę pozostałych ośmiu uczestników po turniejach eliminacyjnych uzupełniły LUKS Gol Częstochowa, KKPK Medyk Konin, UKS Victoria SP 2 Sianów, TKKF Checz Gdynia, LKS Rolnik Biedrzychowice oraz LKS Sparta Lubliniec.

## Turniej finałowy
Finał halowych mistrzostw Polski kobiet w piłce nożnej w 2005 po raz pierwszy rozegrany został w Raciborzu (dotąd przeprowadzano tu tylko turnieje eliminacyjne). Komitetowi Organizacyjnemu turnieju przewodniczył Stanisław Mika, a szefem promocji został Rafał Jasiński. Na dzień przed rozpoczęciem gier (w piątek, 9 grudnia 2005 o godz. 20.00) w Domu Kultury Strzecha odbyło się uroczyste losowanie układu gier, połączone z koncertem z udziałem Marzeny Korzonek, Dawida Koczy i zespołu wokalnego "Miraż" oraz konferencją prasową dla dziennikarzy. Inauguracji halowych mistrzostw Polski dokonał ówczesny prezydent Raciborza, Jan Osuchowski.
Drużyny zostały podzielone na dwie grupy. W każdej z nich rywalizowano systemem każdy z każdym (po jednym spotkaniu). Po dwie najlepsze drużyny przechodziły do półfinałów, pozostałe walczyły o lokaty 5–8. Mecze trwały 2 x 15 minut, grały drużyny pięcioosobowe. Wstęp na wszystkie spotkania, rozgrywane w hali sportowej OSiR-u był wolny. Pierwszego dnia turnieju, w godzinach 9.30–20.00 rozegrano spotkania grupowe. Ponadto, o godzinie 16.30 odbyła się ceremonia otwarcia imprezy. Do półfinałów zakwalifikowały się ekipy Czarnych Sosnowiec, Medyka Konin, Sparty Lubliniec oraz Gola Częstochowa.
Drugiego dnia, zgodnie z harmonogramem dokończono rozgrywki. W godzinach 9.30–11.00 rozegrano półfinały (również wśród drużyn z miejsc 3–4 w swoich grupach, które walczyły o lokaty 5–8 w końcowej klasyfikacji). W godzinach 11.00–14.00 rozegrano rozstrzygające spotkania, po czym nastąpiło uroczyste zakończenie mistrzostw z udziałem starosty raciborskiego, Jerzego Wziontka oraz wręczanie nagród, medali i wyróżnień. W finale spotkały się drużyny Czarnych Sosnowiec i Sparty Lubliniec. Po zaciętym boju lepsze okazały się sosnowiczanki, wygrywając 4:3. W meczu o trzecie miejsce Medyk Konin pokonał po rzutach karnych Gol Częstochowa 4:3 (w meczu był remis 2:2). Pozostałe lokaty: 5) UKS Victoria SP 2 Sianów, 6) LKS Rolnik Biedrzychowice, 7) RTP Unia Racibórz, 8) TKKF Checz Gdynia. Oprócz klasyfikacji drużynowej przyznano również nagrody indywidualne. Najlepszą zawodniczką turnieju została wybrana Marta Stobba z Czarnych Sosnowiec, która była najskuteczniejszą piłkarką turnieju (10 bramek). Nagrodę dla najlepszej bramkarki otrzymała Aleksandra Komosa ze Sparty Lubliniec. Przyznano też wyróżnienie dla miss turnieju, które otrzymała bramkarka Unii Racibórz, Daria Antończyk. Turniej pod względem organizacyjnym został pozytywnie oceniony ze strony działaczy PZPN-u.